# Gorobilje
Gorobilje (cyr. Горобиље) – wieś w Serbii, w okręgu zlatiborskim, w gminie Požega. W 2011 roku liczyła 1321 mieszkańców.